# Camille Lacourt
Camille Lacourt (* 22. April 1985 in Narbonne) ist ein französischer Schwimmer.
Camille Lacourt begann im Alter von fünf Jahren mit dem Schwimmen. Der mehrfache Französische Meister über 50 m und 100 m sowie auf der Kurzbahn gilt als Rückenspezialist. Bei den Weltmeisterschaften 2009 in Rom belegte er über 50 m Rücken den fünften Rang. Bei den Europameisterschaften 2010 in Budapest gewann er den Titel über die 50-m-Distanz und stellt dabei einen neuen Landesrekord auf. Über 100 m Rücken siegte er vor seinem Landsmann Jérémy Stravius in neuer Europarekord-Zeit von 52,11 Sekunden. Seine dritte Goldmedaille holte Lacourt mit der französischen 4 × 100-m-Lagenstaffel vor der Staffeln aus Russland und den Niederlanden. Bei den Kurzbahneuropameisterschaften 2013 rückte er nach der wegen Dopings erfolgten Disqualifikation des zweitplatzierte Russe Witali Melnikow auf den Silberrang vor.
Für ein Novum sorgten Lacourt und sein Landsmann Stravius bei den Schwimmweltmeisterschaften 2011 in Shanghai. Sie holten zeitgleich Gold über 100 m Rücken.
2017 nahm er an der achten Staffel der französischen Tanzshow Danse avec les stars teil.